# Cochliolepis parasitica
Cochliolepis parasitica är en snäckart som beskrevs av William Stimpson 1858. Cochliolepis parasitica ingår i släktet Cochliolepis och familjen Vitrinellidae. Inga underarter finns listade i Catalogue of Life.